# Trisil
Il Trisil  è un componente elettronico progettato per proteggere i circuiti elettronici dalle sovratensioni; fa quindi parte della famiglia dei soppressori di tensioni (TVS, Transient Voltage Suppressor).

## Funzionamento
A differenza di un Transil funziona come un circuito crowbar bidirezionale che diventa quasi un cortocircuito quando la tensione ai suoi capi supera il valore (assoluto) per cui è stato progettato. Con vari nomi, ma caratteristiche di comportamento simile (mono e bidirezionale), questo tipo di dispositivo (protezione crowbar) viene prodotto da vari costruttori di prodotti elettronici.

Oltre alla STMicroelectronics, depositaria del nome, tra gli altri vi sono Bourns e Littelfuse.
Il Trisil è un componente bipolare: si comporta allo stesso modo in entrambe le direzioni. In pratica è un triac senza il terminale di gate.

La curva caratteristica (A-V, Corrente-tensione) è simile a quella del DIAC ma questo componente vi si differenzia perché è progettato per proteggere i circuiti elettronici dalle sovratensioni. Per questo ha tempi di intervento minori e può gestire potenze molto maggiori.
Questo tipo di protezione è ampiamente utilizzata per proteggere le apparecchiature di telecomunicazione da transitori di sovratensione indotte da fulmini o per accoppiamento induttivo con linee di potenza. A monte di esso richiede un dispositivo di limitazione della corrente: un fusibile o un dispositivo che si ripristina automaticamente quando il transitorio è stato bloccato come relè elettronici o PTC.
Un miglioramento delle prestazioni si è attenuto aggiungendo all'interno del componente un diodo Zener. In questo modo invece di usare la tensione naturale di commutazione (breakdown) si ha una maggiore precisione nella tensione di intervento.

Altra variante che rende il dispositivo più flessibile è l'introduzione di un diodo o transistor che viene reso accessibile su un terzo terminale e che permette di fare intervenire la protezione alla tensione applicata ad esso. In questo modo non c'è più la necessità di scegliere un dispositivo diverso per ogni applicazione.